# Photinus acuminatus
Photinus acuminatus is een keversoort uit de familie glimwormen (Lampyridae). De wetenschappelijke naam van de soort is voor het eerst geldig gepubliceerd in 1956 door Green.